# Artemisa (Rembrandt)

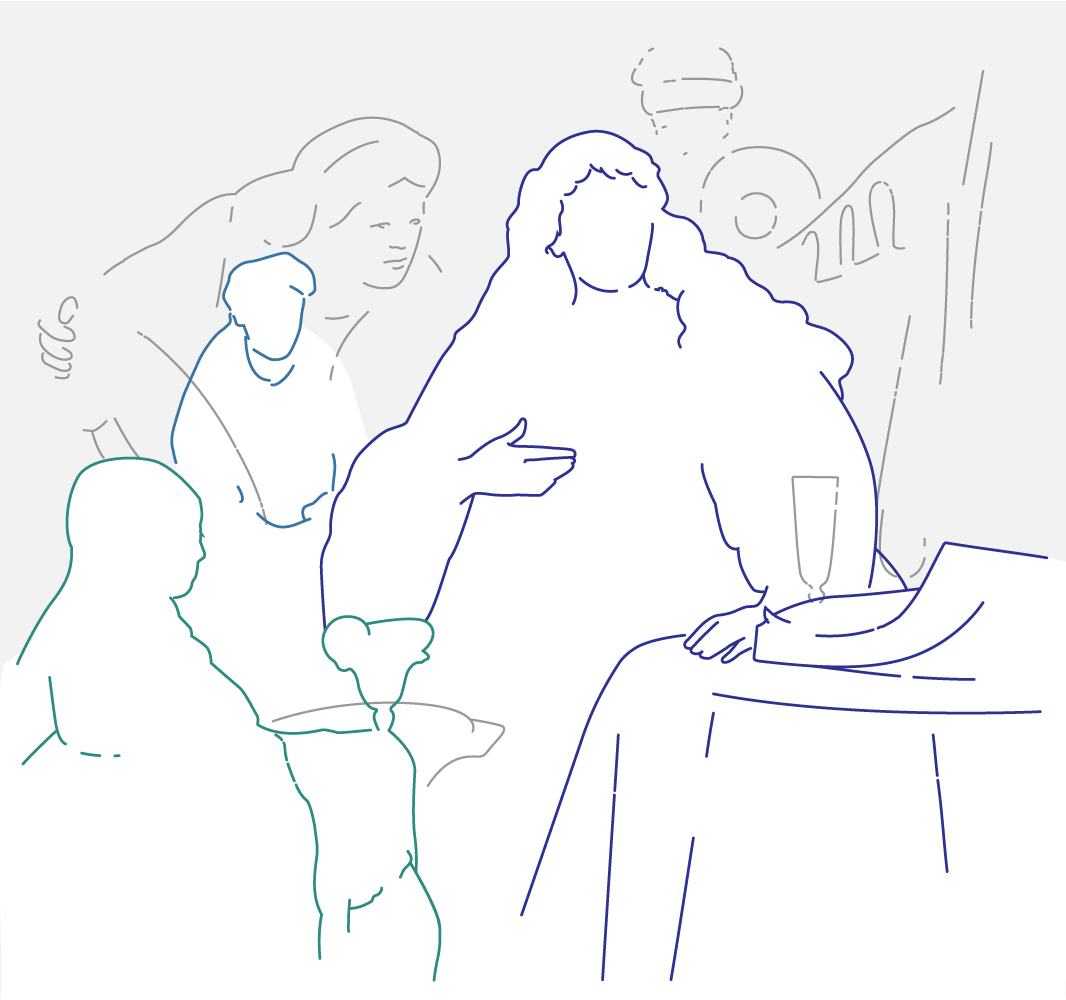
Esquema de la composición subyacente a partir de la radiografía del Museo del Prado. Los personajes y los elementos en gris han sido eliminados.

Artemisa es el título tradicional de una importante pintura del pintor neerlandés Rembrandt conservada en el Museo del Prado en Madrid, España. Rembrandt la realizó en óleo sobre lienzo, en el año 1634. Mide 127 cm de alto y 143 cm de ancho. Está firmada «REMBRANDT F: 1634». Hay que precisar que según las últimas investigaciones, el título Artemisa es erróneo y en realidad la obra representaría una escena bíblica: Judit en el banquete de Holofernes.

## Tema discutido

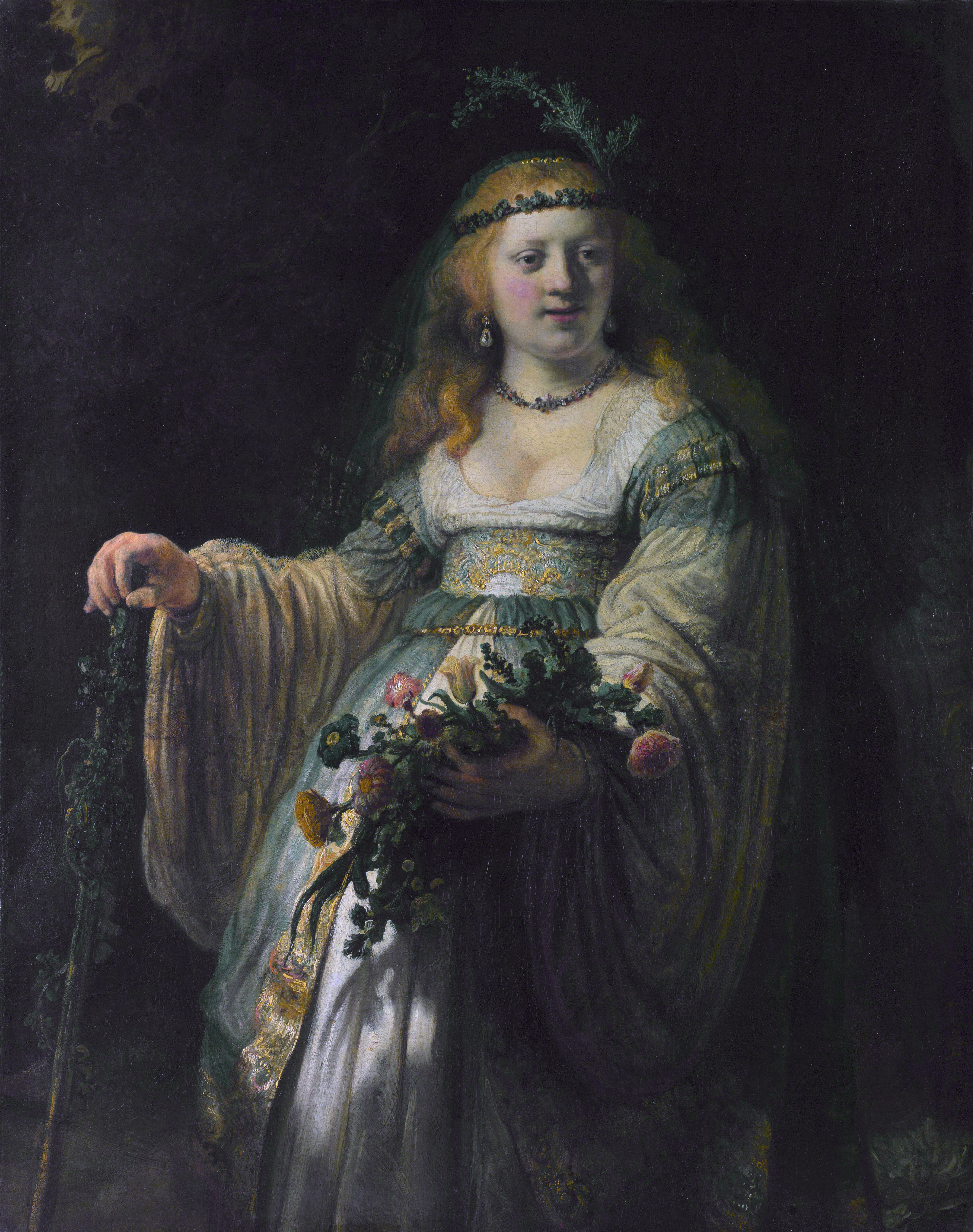
Variante del cuadro.

La pintura muestra a una joven en ropas lujosas y joyas a la que una sirvienta entrega una copa. Se cree que Rembrandt usó como modelo a su esposa Saskia van Uylenburgh, con quien se casó en 1634, el mismo año en que pintó la obra. La mujer posa con un vestido amplio y apoya la mano derecha sobre el vientre, detalles que han hecho creer a algunos expertos que Saskia estaba embarazada cuando posó.
Durante largo tiempo se ha discutido cuál sea el personaje mitológico o histórico aquí representado. Finalmente, en el 2009 el Museo del Prado ha desvelado que se trata de la heroína bíblica Judit, quien, para liberar a su pueblo del asedio de las tropas de Holofernes, acudió al campamento de éste, cenó con él y lo embriagó hasta hacerle dormir y entonces lo decapitó. La escena del asesinato es bastante común en la pintura antigua, pues la trataron Tintoretto (Museo del Prado), Caravaggio (Palacio Barberini, Roma) y otros artistas. Pero el momento previo de Judit en el banquete es relativamente raro, lo que explica que este cuadro fuese difícil de identificar. La confusión es más comprensible porque en la escena no se ve a Holofernes sino sólo a Judit, y faltan alusiones claras al banquete. 
En segundo plano, sumida en penumbra, se ve a una criada anciana que sostiene un saco; ha de ser la cómplice de Judit, que espera la cabeza de Holofernes. Así mismo, se sabe que el fondo era inicialmente más claro, y que se apreciaban unos cortinajes a los lados, elemento propio de una tienda de campaña, lo que también encajaría con el relato de Judit. 
Anteriormente se creyó que la obra recreaba la historia de la reina Artemisa de Caria quien por amor a su marido muerto, Mausolo, se dispone a beber sus cenizas en una copa. También se pensó que podría tratarse de la princesa cartaginesa Sofonisba, hija de Asdrúbal Giscón, quien para evitar la humillación de ser paseada como prisionera en un triunfo romano bebió un veneno que le envió Masinisa. De ahí que hasta su reciente identificación, fuesen dos los títulos posibles para la obra: Artemisa recibiendo las cenizas de Mausolo y Sofonisba recibiendo la copa de veneno.
La pintura fue presentada con su nueva identificación a finales de 2009, en una exposición del Museo del Prado sobre la colección de pintura holandesa de la pinacoteca.

## Procedencia
El cuadro fue adquirido de la colección del marqués de la Ensenada, Cenón de Somodevilla y Bengoechea, junto con otras obras relevantes como Gaspar de Guzmán, conde-duque de Olivares, a caballo de Velázquez, Rubens pintando alegoría de la Paz de Luca Giordano, La Virgen y el Niño adorados por san Luis, rey de Francia de Claudio Coello, Judith y Holofernes de Tintoretto, San Pedro liberado por un ángel de Guercino y Cristo muerto sostenido por un ángel de Alonso Cano; entrando a formar parte de la Colección Real de Carlos III, en 1768, según el inventario realizado por Anton Raphael Mengs, asesorado por Tiepolo.